# Soyo
Soyo (anciennement Santo António do Zaire) est une ville située au nord de l'Angola, dans la province de Zaïre.
La région de Soyo est la principale zone de production pétrolière en Angola avec plus d'un million de barils par jour.
La ville dispose d'un aérodrome.

## Historique

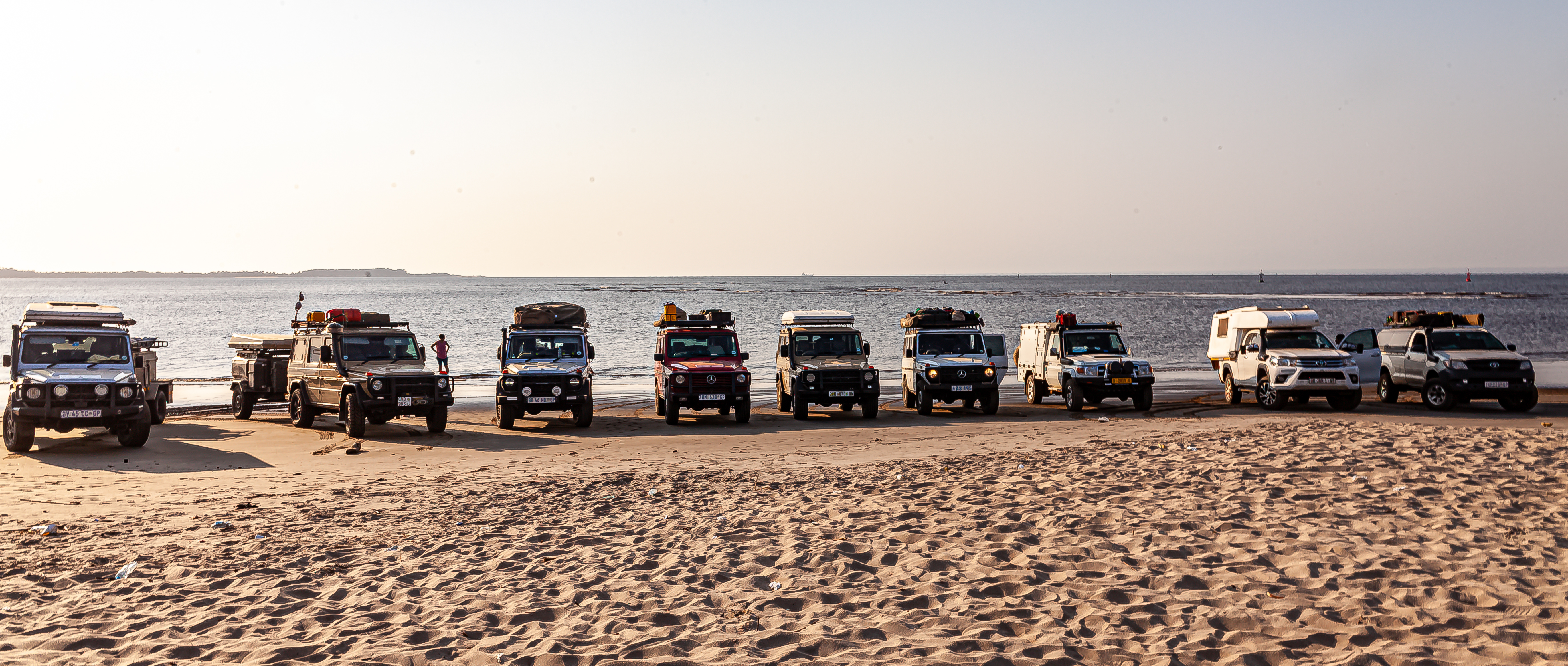
Véhicules tout-terrain à l'embouchure du fleuve Congo.

Soyo (à l'origine orthographiée « Sonho ») était une province de l'empire Kongo, s'étendant de l'embouchure de la rivière Congo jusqu'à la rivière Loze jusqu'à 100 km à l'intérieur des terres.
Les premiers explorateurs portugais arrivèrent dans cette zone en 1482.
Le port de Soyo (encore appelé Mpinda) est situé sur la rive gauche, à l'embouchure du fleuve Congo. C'est là que Diego Câo, l'explorateur portugais débarqua, lors de sa deuxième expédition, en 1485. De là, il envoya des messagers au roi du Kongo, à Mbanza-Kongo (plus tard, appelée par les Portugais, São Salvador).
C'est également à Pinda que, six ans plus tard, le gouverneur de la province de Soyo reçoit le baptême. C'est pour cette raison que le Père spiritain Hippolytte Carrie donne à ce lieu le titre de "berceau du christianisme au Kongo". Enfin, au temps de l'évangélisation du Kongo par les capucins, au XVIIIe siècle, ceux-ci avaient établi à Pinda le couvent de Saint-Antoine, dont il restait encore quelques ruines.
Vers 1590 D.Miguel est nommé comte de Soyo par le roi Alvare II du Kongo, lorsque celui-ci crée dans le royaume du Kongo une noblesse sur le mode européen. D. Miguel ne se montre pas un vassal soumis et il agit comme un potentat plus ou moins indépendant ce qui entraine des tensions entre le Soyo et le royaume du Kongo.
En 1624 Paulo, est nommé comte de Soyo par le roi Pierre II du Kongo et il occupe longtemps la fonction jusqu'en 1641. Paulo, était un parent du roi Pierre II, qui l'avait mis en place et il servit ainsi la famille de Pierre II lors de la première Guerre civile déchire le Kongo dans des années 1620-1630.
Le Soyo devient en 1636 un état quasi indépendant et ses dirigeants prennent le titre de Prince, et même de Grand Prince de Soyo à la fin du XVIIe siècle et au début du XVIIIe siècle. Le Soyo intervient dans la politique du royaume du Kongo après le règne du roi Garcia II du Kongo particulièrement en prenant le parti du Kanda Kimpanzu. Les Comtes de Soyo deviennent même leurs protecteurs lorsqu'ils donnent refuge après 1665 lorsque la conspiration organisé par les descendants de Pierre II tente de détrôner le successeur du roi Garcia II du Kongo puis lors de la Guerre civile du Kongo de 1666 à 1709. Le comte Estêvão Ier da Silva, extermine une armée de portugais le 18 octobre 1670 lors de la bataille de Kitombo cette victoire assure l'indépendance du Soyo. Toutefois à partir de 1708 le Soyo sombre à son tour dans l'anarchie le peuple se soulève contre ses chefs et le comte est assassiné.

### Liste des comtes de Soyo
- 1591-1610 : D. Miguel
- 1610- ????    : D Fernando
- ????    -1624 : D. Antonio Manoel
- 1624-1641 : D. Paulo Ier
- 1641-1650 : D. Daniel, fils de D. Miguel ;
- 1650-1658 : D. Miguel da Silva, cousin de D. Daniel ;
- 1658-1670 : D. Paulo II da Silva  ;
- 1670- août 1672 : D. Estêvão Ier da Silva de Castro, son frère ;
- 1672-1674 : D  Pedro III da Silva de Castro Ne Mfutela Nzinga son frère;
- 1674-1675 : D. Paulo IV da Silva  son frère ;
- 1676-1680 : D. Estêvão II Afonso da Silva, neveu de Paulo III da Silva ;
- 1680-2 mars 1691 : D. Antonio II Baretto da Silva  ;
- 1691-1697 : D. João Baretto da Silva, neveu par son père du précédent ;
- 1697-1708 : D. Antonio III Baretto de Silva, son frère, tué lors d'une révolte ;
- 1708-1708 : D. Amador da Silva, empoisonné, fils de D Paulo II da Silva ;
- 1708-1709 : D. Paulo V Generoso da Silva, empoisonné ;
- 1709- après 1718 : D. Jeronimo d'Alameida da Silva
- ????   - 1733 : Antonio III Baretto da Silva
- 1733  ????    : Pedro VI Baretto da Silva
- vers 1742  : Cosmo Baretto da Silva
- vers 1748  : Francisco Baretto da Silva

## Personnalités
- Lesliana Pereira, mannequin et actrice.

## Sources
- (pt) Fernando Campos « O rei D. Pedro IV Ne Nsamu a Mbemba. A unidade do Congo », dans Africa. Revista do centro de Estudos Africanos, USP S. Paulo 18-19 (1) 1995/1996 p. 159-199 & USP S. Paulo 20-21 1997/1998 p. 305-375.
- (en) John Kelly Thornton, The Kongolese Saint Anthonty: Dona Beatriz Kimpa Vita and the Antonian Movement, 1684–1706, Cambridge University, 1998.
- (en) John K. Thornton, A history of west central Africa to 1850, Cambridge, Cambridge University Press, 2020, 365 p. (ISBN 978-1-107-56593-7), p. 110-111,124,126,132,134,148-150,159-160,173-174